# Ambaguio
Ambaguio là một đô thị hạng 5 ở tỉnh Nueva Vizcaya, Philippines. Theo điều tra dân số năm 2007, đô thị này có dân số 11.499 người trong 1.837 hộ.

## Barangay
Ambaguio được chia thành 8 barangay.
- Ammueg
- Camandag
- Labang
- Napo
- Poblacion
- Salingsingan
- Tiblac
- Dulli